# ETRAX CRIS
ETRAX CRIS bezeichnet eine Prozessorfamilie von Axis Communications. Dabei steht ETRAX für Ethernet, Token Ring, Achse (engl. AXis), auch wenn der Begriff nicht länger korrekt ist, weil der Token Ring Support bei den jüngeren Modellen entfernt wurde. Diese Prozessoren basieren auf dem Code Reduced Instruction Set (CRIS).

## Varianten

### ETRAX-1 bis 4
In der Firmengeschichte von Axis datieren die Modelle auf die Jahre 1993 bis 1996, wobei nur die Version 4 eine leichte Steigerung der Komplexität aufweist. Vorgängermodelle, wie der TGA-1 waren von geringer Komplexität. Der CGA-1 und 2 hatten etwa 50 % Komplexität, während der CGA-3 auf einer Ebene mit den ETRAX-Modellen lag. Einsatzbereiche waren zunächst Adapter für Druckersysteme von IBM, wobei die Reduzierung der Adaptergröße im Vordergrund stand.

### ETRAX 100
Das Modell stammt aus dem Jahr 1998 und steht leistungsmäßig zwischen seinen zeitlichen Nachbarn.

### ETRAX 100LX
Es handelt sich um ein Design mit einer 100 MIPS, 32-bit RISC CPU mit CRIS-Befehlssatz, der von 8 kB Cache und einer MMU umgeben ist. Der Typ wurde im November 2000 gestartet und mit einem 0,25-µm-Prozess gefertigt.
Der ETRAX 100LX enthält neben dem 32-bit-RISC-Prozessor auf dem Die noch weitere Einheiten. Dies sind:
- einen Controller für 10/100 Mbit/s Ethernet
- vier serielle Schnittstellen mit hoher Geschwindigkeit
- zwei USB-1.1-Schnittstellen, konfigurierbar als Host oder Device
- IDE
- SCSI
- zwei schnelle parallele Schnittstellen nach IEEE 1284

Der Baustein wird in BGA-Ausführung mit 256 Kugeln im Plastik-Gehäuse angeboten und setzt typisch 350 mW um. Er wird in den meisten Netzwerkkameras und Druckerservern der Herstellerfirma eingesetzt.

### ETRAX 100LX MCM
Den ETRAX 100LX gibt es auch als sogenanntes Multi Chip Modul, eine Anordnung bei der noch weitere Halbleiter auf derselben Leiterplatte direkt per Bonding angekoppelt wurden.
Das sogenannte SoC-Modul besteht aus dem ETRAX 100LX, 16 MB SDRAM, 4 MB FLASH, einem 10/100 Mbit/s Ethernet Transceiver, einem Reset-Schaltkreis und weiteren Komponenten. Damit handelt es sich um ein weitgehend vollständiges System, um als Linux Rechner in Betrieb zu gehen. Lediglich Netzteil, Benutzer-Schnittstellen und ggf. zusätzliche Speichermedien sind zu ergänzen.

### ETRAX FS
Mit einer 200 MIPS, 32-bit RISC CPU, die auf einem CRIS Kern mit fünfstufiger Pipeline beruht, ist die FS-Variante aufgebaut. Dabei sind der CPU 16 kB Daten- und 16 kB Instruktions-Cache sowie eine MMU zur Seite gestellt worden.
Neben den bekannten Features aus der LX-Serie finden sich folgende Einheiten auf dem Die:
- ein zweiter 10/100 Mbit/s Ethernet Controller
- ein Kryptografie-Beschleuniger (kann AES, DES, 3DES, SHA-1 und MD5)
- 128 kB on-chip hi-speed RAM
- ein über Microcode steuerbarer I/O-Prozessor, mit dem z. B. Protokolle wie parallele und serielle Schnittstellen, PC-Card, CardBus, PCI, USB FS/HS Host, USB FS Device, SCSI und ATA realisiert werden können.

Der Halbleiter ist im Plastik Gehäuse als 265 Pin BGA lieferbar und hat einen typischen Energieverbrauch von 465 mW.

## Software
Die Firma Axis stellt einen auf Linux basierenden Cross-Compiler zum Download zur Verfügung. Eine größere Anzahl an Beispielanwendungen steht ebenso zur Verfügung.
Der ETRAX 100LX wird von den Linux Kerneln der Serie 2.4 und 2.6 unterstützt. Der ETRAX FS wird ab Linux 2.6 unterstützt. Im Kernel sind Treiber für die serielle, parallele und die Ethernetschnittstelle enthalten. Weiterhin wird USB als Host-Port und das IDE-Interface unterstützt. Die Software-Module Linux-Threads und POSIX Threads stehen zur Verfügung.
Im Linux-Kernel 4.17 wurde der Support eingestellt.

## Hardware
Es gibt einige Hersteller, die für ihre Produkte den ETRAX-Chip verwenden. Viele bieten auch nur Entwicklungsplatinen (developer boards) an, auf deren Basis weitere Produkte entwickelt werden können.
Einige Produkte, die den ETRAX-Chip verwenden:
- Axis Communications AXIS 82 developer board (englisch), siehe auch MWS3-Messwertsender, eine Umsetzung als Linux basierendem Datenlogger
- Embedded Linux Box (LB1) der Data Respons GmbH
- ACME Systems' FOX board
- Elphel Netzwerkkameras
- Free2move's embedded Linux System
- DSP&FPGA's industrial control unit